# Polling (techniek)
Polling is in de computertechniek een van de methoden om de in- en uitvoer te verzorgen. Bij polling controleert de software zelf met een vast interval of er op een in- of uitvoerapparaat nieuwe gegevens te lezen of schrijven zijn. De frequentie waarmee deze check plaatsvindt, heet de pollfrequentie (en: polling frequency).
Als bijvoorbeeld invoer vanaf het toetsenbord verwacht wordt, zal het programma regelmatig (een tiental keer per seconde) controleren of er een toets is ingedrukt en zo ja, welke dit is. Omdat het programma dit ook moet doen als er geen toets ingedrukt is, is polling tamelijk inefficiënt. Ook moet ervoor gezorgd worden dat de frequentie van het pollen hoger is dan de snelheid waarmee de gegevens aangeboden worden. Hierom wordt polling alleen gebruikt als betere technieken niet mogelijk zijn.
Efficiëntere technieken zijn het gebruik van interrupts (interrupt-driven), waarbij het in- of uitvoerapparaat zelf een seintje (de interrupt) geeft dat er gegevens beschikbaar zijn. Een nog efficiëntere techniek is het gebruik van Direct Memory Access, waarbij het in- of uitvoerapparaat zelfstandig de gegevens in het geheugen van de computer zet, zonder dat de CPU zich ermee hoeft te bemoeien. Wel is het zo dat de hardware die nodig is voor in- en uitvoer door middel van met name DMA veel complexer is dan die voor polling.